# Tage Baumann
Tage Baumann (født 29. januar 1952 i Marstrup ved Haderslev) er en dansk journalist med Tyskland og sikkerhedspolitik som stofområde. 
Han er uddannet fra Danmarks Journalisthøjskole i Århus i 1976 med praktik på Sønderjyden i Sønderborg. Var på Aktuelt fra 1976 til 1987, først som redaktionssekretær, senere som leder af udenrigsredaktionen og lederskribent. 
Kom til Danmarks Radio i 1987, først på Radioavisens udlandsredaktion, og siden 1994 på Orientering på P1. Korrespondent i Berlin for Orientering 1994-95. Visiting Research Fellow på Department of War Studies, King's College, London september-november 2001. 
Baumann gik på pension fra DR i 2019, fortsatte som freelance for programmet Orientering til 2020, siden da fast podcaster om forsvars- og sikkerhedspolitiske emner for Det Udenrigspolitiske Selskab, DUS.[kilde mangler]
Han har bidraget med flere artikler til selskabets tidsskrift Udenrigs.

## Medlemskaber
- Medlem af det Internationale Institut for Strategiske Studier, London.
- Det krigsvidenskabelige Selskab
- Det Udenrigspolitiske Selskab